# Hirtshals Kommune
Hirtshals Kommune i Nordjyllands Amt blev dannet ved kommunalreformen i 1970. Ved strukturreformen i 2007 blev den indlemmet i Hjørring Kommune sammen med Løkken-Vrå Kommune og Sindal Kommune.

## Tidligere kommuner
Hirtshals Kommune blev dannet ved sammenlægning af 4 sognekommuner:
| Kommune                           | Folketal 1. januar 1970 | Byer                                 |
| --------------------------------- | ----------------------- | ------------------------------------ |
| Hirtshals (tidligere Horne-Asdal) | 8.621                   | Hirtshals, Horne, Åbyen og Allingdam |
| Bindslev                          | 2.007                   | Bindslev                             |
| Tornby-Vidstrup                   | 1.472                   | Tornby og Vidstrup                   |
| Tversted-Uggerby                  | 1.986                   | Tversted og Uggerby                  |
| I alt                             | 14.086                  |                                      |

## Sogne
Hirtshals Kommune bestod af følgende sogne:
- Asdal Sogn (Vennebjerg Herred)
- Bindslev Sogn (Horns Herred)
- Hirtshals Sogn (Vennebjerg Herred)
- Horne Sogn (Vennebjerg Herred)
- Tornby Sogn (Vennebjerg Herred)
- Tversted Sogn med Sørig Kirkedistrikt (Horns Herred)
- Uggerby Sogn (Vennebjerg Herred)
- Vidstrup Sogn (Vennebjerg Herred)

## Borgmestre[2]
| Navn        | Parti       | Periode   |
| ----------- | ----------- | --------- |
| Jacob Olsen | Lokal liste | 1970-1978 |
| Knud Størup | Lokal liste | 1978-2006 |